# Esteban Vigo
Esteban Vigo Benítez, noto anche solo come Esteban (Vélez-Málaga, 17 gennaio 1955), è un allenatore di calcio ed ex calciatore spagnolo, di ruolo centrocampista.

## Carriera

### Giocatore

#### Club
Dopo aver trascorso i primi anni da professionista con l'Atlético Malagueño e l'Atlético Marbella, nella stagione 1975-1976 passò al CD Málaga, con cui ottenne la promozione in Primera División grazie al 3º posto nella Segunda División 1975-1976. Ciò attirò l'attenzione del Barcellona, che lo acquistò nel dicembre 1976 per 25 milioni di pesetas; sebbene non fosse un titolare inamovibile, restò nel club catalano per 10 anni, conquistando diversi trofei e mettendo a segno la terza rete nella vittoria per 3-1 contro lo Sporting Gijón nella finale di Coppa del Re 1980-1981.
Nel 1987 ritornò al Málaga, con cui trascorse gli ultimi 4 anni da calciatore professionista, ritirandosi nel 1991.

#### Nazionale
Con la Nazionale di calcio della Spagna ha disputato 3 partite amichevoli durante un periodo di 2 mesi nel 1981 in preparazione al campionato del mondo 1982; ha inoltre rappresentato la nazione iberica nel torneo olimpico del 1976.

### Allenatore
Nel 1995 intraprese la carriera da allenatore in Andalusia, guidando inizialmente l'Almería, e proseguendo il lavoro principalmente nella stessa regione. A metà degli anni 2000 ebbe anche un'esperienza all'estero in alcuni club della Romania. Nel 2009 contribuì alla promozione dello Xerez in Primera División, ma nel luglio dello stesso anno si trasferì all'Hércules, facendo promuovere la squadra di Alicante in Primera División dopo 13 anni.
Il 21 marzo 2011 venne esonerato dall'Hércules dopo quattro sconfitte consecutive, di cui l'ultima in casa per 0-4 contro l'Osasuna. Il 4 aprile 2012 venne ingaggiato nuovamente dall'Almería, sostituendo Lucas Alcaraz. Nel luglio 2012 ritornò per la terza volta alla guida dello Xerez, venendo però esonerato prima del termine della stagione nel febbraio 2013.
Il 17 febbraio 2021 è stato richiamato per la quarta volta ad allenare lo Xerez. Nella Tercera División 2020-2021 ha conquistato con il club l'accesso ai playoff per la promozione in Segunda División RFEF, ma dopo l'uscita al terzo turno contro l'Asociación Deportiva Ceuta si è dimesso dall'incarico.

## Palmarès

### Giocatore

#### Club

##### Competizioni nazionali
- Campionato spagnolo: 1

Barcellona: 1984-1985
- Coppa di Spagna: 3

Barcellona: 1977-1978, 1980-1981, 1982-1983
- Supercoppa di Spagna: 1

Barcellona: 1983
- Copa de la Liga: 2

Barcellona: 1983, 1986

##### Competizioni internazionali
- Coppa delle Coppe: 2

Barcellona: 1978-1979, 1981-1982